# Battaglia di Barking Creek
La battaglia di Barking Creek fu un tragico episodio di fuoco amico avvenuto nei cieli d'Inghilterra il 6 settembre 1939 in cui, a causa di un errore, due piloti inglesi, Freeborn e Byrne, a bordo dei caccia Supermarine Spitfire della Royal Air Force (RAF) attaccarono degli Hawker Hurricane del 56º Squadrone RAF scambiandoli per Messerschmitt Bf 109 tedeschi.

## La battaglia
Alle 6:15 a.m. del 6 settembre 1939, un guasto radar provocò un falso allarme secondo cui un aereo non identificato si stava avvicinando da est ad alta quota sopra West Mersea, sulla costa dell'Essex. Il No. 11 Group RAF ordinò che sei Hawker Hurricane venissero attivati dal 56 Squadron, con base all'aeroporto di North Weald nell'Essex. Il controllore di settore, il comandante di gruppo David Frederick Lucking, inviò l'intera unità di 14 velivoli. All'insaputa del resto dei piloti, due ufficiali piloti presero un paio di aerei di riserva e li seguirono a distanza.
Gli Hurricane del 151 Squadron (anch'esso di North Weald) e i Supermarine Spitfire del 54, 65 e 74 Squadron con base all'aeroporto di Hornchurch si diedero da fare. Nessuno dei piloti della Royal Air Force era stato in azione e pochi avevano visto un aereo tedesco. La comunicazione tra i piloti e il controllo a terra era scarsa e non esisteva alcuna procedura per i piloti per distinguere tra velivoli britannici e della Luftwaffe. I set d'identification friend or foe (IFF) erano ancora in fase di sviluppo e non erano stati installati su molti velivoli della RAF.
Con tutti in aria che si aspettavano di vedere aerei nemici e nessuna esperienza di averlo fatto, la squadriglia "A" del 74 Squadron vide quelli che credevano fossero aeroplani tedeschi e il loro comandante, Adolph "Sailor" Malan, presumibilmente diede un ordine d'impegnarsi. Due dei tre, l'ufficiale di volo Vincent 'Paddy' Byrne e l'ufficiale pilota John Freeborn, aprirono il fuoco. Malan in seguito affermò di aver fatto una chiamata dell'ultimo minuto di "aerei amici - scappate!", ma, se ciò era vero, non venne ascoltato da Byrne e Freeborn. Richard Hough e Denis Richards scrissero che ulteriori perdite vennero prevenute dall'ufficiale comandante del 151 Squadron, il capo squadrone Edward Donaldson, che allertò i suoi piloti che gli aerei attaccanti erano britannici e diede l'ordine di non reagire.
Frank Rose e l'ufficiale pilota Montague Hulton-Harrop vennero abbattuti e Hulton-Harrop venne ucciso. Colpito da John Freeborn, era stato colpito alla nuca ed era morto prima che il suo Hurricane si schiantasse a Manor Farm, Hintlesham, Suffolk, a circa 5 mi (8,0 km) ad ovest di Ipswich. Hulton-Harrop fu il primo pilota britannico ucciso durante la guerra e il suo Hurricane fu il primo aereo abbattuto da uno Spitfire. Uno Spitfire venne abbattuto dal fuoco della contraerea britannica.

## Conseguenze

### La corte marziale

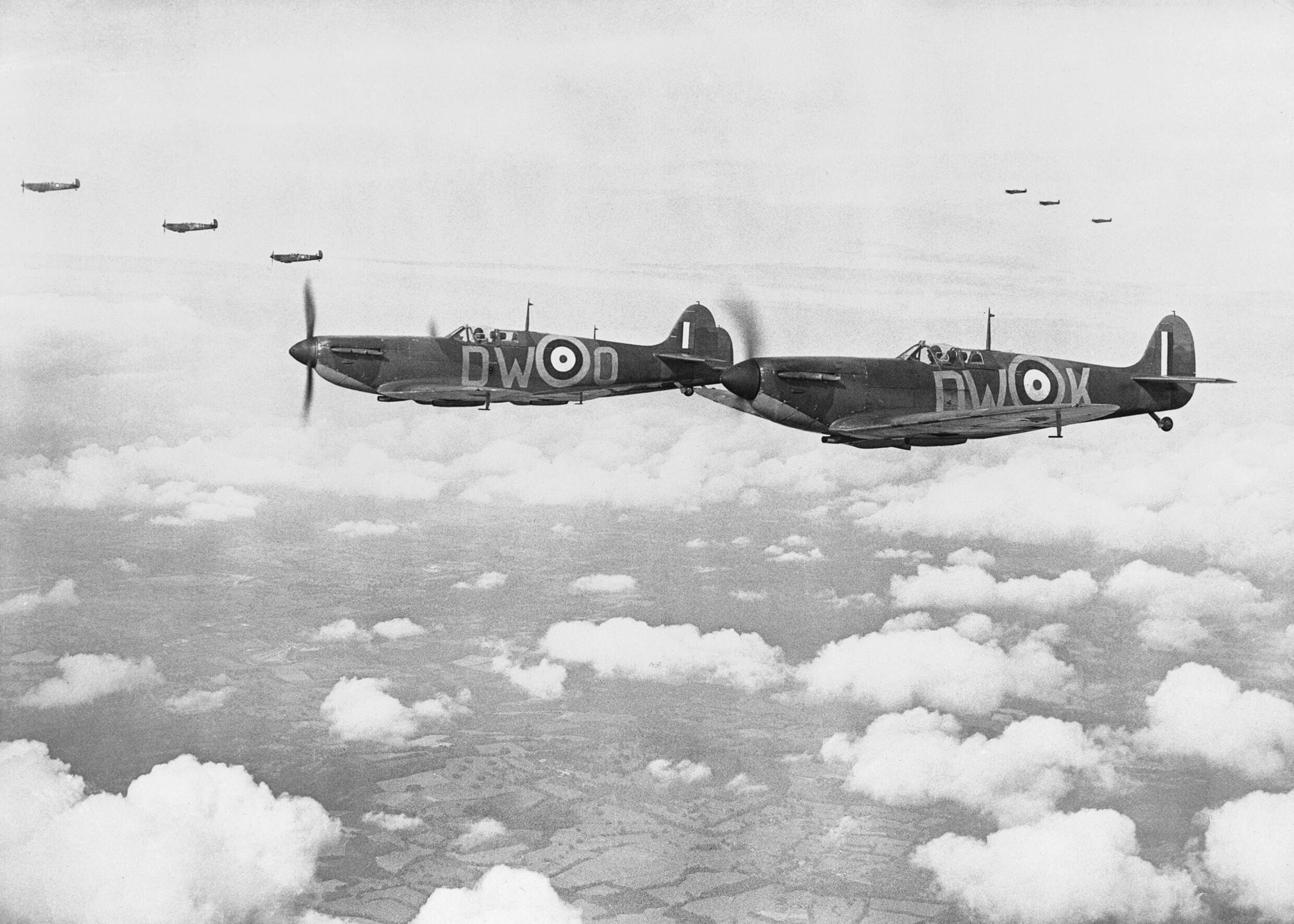
Supermarine Spitfire Mark Is, 24 luglio 1940. CH740

La corte marziale di John Freeborn e Paddy Byrne alla prioria di Bentley, il quartier generale del Fighter Command, si tenne a porte chiuse. Nel 2019, The National Archives ha pubblicato documenti limitati, precedentemente riservati, inclusi i registri delle operazioni dei relativi squadroni di caccia della RAF e alcuni documenti giudiziari. La trascrizione della corte marziale non è stata rilasciata a partire dal 2021. Secondo Bill Nasson in una pubblicazione del 2009, è risaputo che Freeborn pensava che il suo ufficiale in comando, Sailor Malan, avesse cercato di sottrarsi alla responsabilità dell'attacco. Malan testimoniò per l'accusa contro i suoi piloti, affermando che Freeborn era stato irresponsabile, impetuoso e non aveva prestato la dovuta attenzione alle comunicazioni vitali. Durante il processo, l'avvocato di Freeborn, Sir Patrick Hastings, definì Malan un bugiardo a viso scoperto.
Il tribunale assolse entrambi i piloti, stabilendo che il caso era stato uno sfortunato incidente. Nel 1990, Hough e Richards scrissero,
Nel 2003, Patrick Bishop scrisse che l'incidente aveva messo in luce le inadeguatezze del radar della RAF e delle procedure di identificazione, portandole a essere notevolmente migliorate al tempo della battaglia d'Inghilterra, una visione ripresa in una pubblicazione del 2012 di Philip Kaplan.

### Le carriere
Montague Hulton-Harrop è sepolto con una lapide di guerra nella chiesa di Sant'Andrea a North Weald. In qualità di ufficiale del Genio che era nel dipartimento dei doveri generali e poteva essere assegnato a compiti non del Genio, Lucking venne trasferito. Alla fine del mese tornò a lavorare a compiti del Genio come OC (Officer Commanding) 32 MU, trasferito alla nuova branca tecnica nel 1940 e promosso a commodoro dell'aria nel dicembre 1941. Morì nel 1970, all'età di 75 anni. Frank Rose venne ucciso in azione a Vitry-en-Artois, in Francia, il 18 maggio 1940. Malan divenne uno dei piloti di caccia alleati di maggior successo della guerra, abbattendo 27 aerei della Luftwaffe e diventando comandante di gruppo. Ricevette la Distinguished Service Order, la bar e la Distinguished Flying Cross. Al suo ritorno in Sudafrica lavorò contro il regime dell'apartheid fino alla sua morte nel 1963.
Paddy Byrne venne abbattuto e catturato in Francia nel 1940. Venne detenuto allo Stalag Luft III con il suo ex avvocato difensore Roger Bushell. Nel 1944 venne rimpatriato, dopo aver convinto i tedeschi e la commissione per i rimpatri che era pazzo. Al suo ritorno in Inghilterra non fu in grado di reintegrarsi nella RAF e gli venne assegnata una postazione a terra; non fu in grado di tornare ai ruoli di combattimento a causa del suo rimpatrio per motivi medici e servì come ufficiale di collegamento per il ritorno dei prigionieri di guerra e successivamente in Estremo Oriente nello stato maggiore di Lady Mountbatten. John Freeborn volò più ore operative nella Battaglia d'Inghilterra di qualsiasi altro pilota, rimase in servizio per il resto della guerra e si dimostrò un aviatore eccezionale. Venne insignito della Distinguished Flying Cross e della bar e salì a comandante di stormo. Freeborn raccontò infine parte della sua versione degli eventi in una biografia del 2002, A Tiger's Tale, prima di scrivere un resoconto più completo in Tiger Cub. Nel 2009, Freeborn racconto ad un intervistatore il suo rammarico per la morte di Hulton-Harrop, dicendo: "Penso a lui quasi ogni giorno. L'ho sempre fatto. [...] Ho avuto una bella vita e anche lui avrebbe dovuto avere una bella vita". Freeborn è stato sposato due volte, prima nel 1941 con Rita Fielder, morta nel 1979, e poi con Peta nel 1983, morta nel 2001. Freeborn è morto il 28 agosto 2010 ed è stato sopravvissuto da una figlia dal suo primo matrimonio.

### Libri
- Patrick Bishop, Fighter Boys, 4t, Londra, Harper Perennial, 2004, ISBN 978-0-00-653204-0.
- Edmund Blandford, Fatal Decisions: Errors and Blunders in World War II, Book Sales, 2001  [1999], ISBN 978-0-7858-1366-8.
- Bob Cossey, A Tiger's Tale: The Story of Battle of Britain Spitforce ace Wing Commander John Connell Freeborn, Hailsham, J & KH Pub, 2002, ISBN 978-1-900511-64-3.
- Tony Holmes e Juan Ramón Azaola, Hurricanes to the Fore: The First Aces, collana Osprey Aircraft of the Aces, vol. 7, Delprado Publishers, 1999, ISBN 978-84-8372-221-3.
- Richard Hough e Denis Richards, The Battle of Britain: The Greatest Air Battle of World War II, W. W. Norton, New York, Hodder & Staughton, 1990  [1989], ISBN 978-0-393-30734-4.
- P. Kaplan, Sailor: Battle of Britain Legend Adolph Malan, Barnsley, South Yorks, Pen & Sword Books, 2012, ISBN 978-1-78383-033-6.
- J., The Right of the Line: The Royal Air Force in the European War 1939–1945, Wordsworth, Londra, Hodder and Stoughton, 1998  [1985], ISBN 978-1-85326-683-6.
- Christopher Yeoman e John Freeborn, Tiger Cub – The Story of John Freeborn DFC* A 74 Squadron Fighter Pilot In WWII, Barnsley, Pen and Sword Aviation, 2009, ISBN 978-1-84884-023-2.

### Pubblicazioni
- (EN) Nick Black, The Battle of Barking Creek, in Epoch Magazine, n. 1, settembre 2020. URL consultato il 19 giugno 2021.
- Tamara Miner Haygood (PhD, MD), Malingering and Escape: Anglo-American Prisoners of War in World War II Europe (PDF) [collegamento interrotto], in War, Literature and the Arts, online, Colorado Springs, CO, Dept. of English of the U.S. Air Force Academy, 2010, ISSN 1949-9752 (WC · ACNP). URL consultato il 26 agosto 2010.
- Bill Nasson, A Flying Springbok of Wartime British Skies: A. G. 'Sailor' Malan, in Kronos: Journal of Cape History, vol. 35, Università del Capo Occidentale, Sudafrica, novembre 2009, ISSN 0259-0190 (WC · ACNP). URL consultato il 26 agosto 2010.